# Daniel Gómez (Wasserballspieler)
Daniel Gómez Bilbao (* 28. Februar 1948 in Atlixco; † 20. Februar 2022 in Mexiko-Stadt) war ein mexikanischer Wasserballspieler.

## Leben
Daniel Gómez, der auf der Torhüterposition spielte, gehörte viele Jahre der mexikanischen Nationalmannschaft an. So nahm er unter anderem an den Olympischen Spielen 1968, 1972 sowie 1976 teil. Des Weiteren gewann er bei den Panamerikanischen Spielen 1971 die Bronze- und 1975 in Mexiko-Stadt die Goldmedaille.